# مؤتمر الأمم المتحدة للتغير المناخي 2019
يُعد مؤتمر الأمم المتحدة لتغير المناخ لعام 2019، المعروف أيضًا باسم COP25، مؤتمر الأمم المتحدة الخامس والعشرون لتغير المناخ. الذي عُقد في مدريد، إسبانيا، في الفترة 2 - 13 كانون الأول 2019 برئاسة الحكومة التشيلية. ضم المؤتمر الخامس والعشرين الأعضاء في اتفاقية الأمم المتحدة الإطارية بشأن تغير المناخ (UNFCCC)، والاجتماع الخامس عشر للأعضاء في بروتوكول كيوتو (CMP15)، والاجتماع الثاني للأعضاء في اتفاق باريس (CMA2).

## مقدمة
كان من المقرر عقد المؤتمر في البرازيل في نوفمبر 2019، ولكن قبل عام من البداية المخطط لها، سحب الرئيس المنتخب حديثًا جاير بولسونارو عرضه لاستضافة الحدث، متعللًا بأسباب اقتصادية. أصبحت تشيلي المضيف الجديد، لكن الاضطرابات الاجتماعية التي سبقت الاجتماع أجبرتها أواخر أكتوبر 2019 على الانسحاب من الاستضافة. ثم باتفاق متبادل بين الأمم المتحدة وتشيلي وإسبانيا، أصبحت الأخيرة المضيف الجديد.
انطلق العديد من نشطاء المناخ من أوروبا إلى أمريكا الجنوبية بواسطة المراكب الشراعية، قبل اتخاذ القرار بنقل المؤتمر إلى مدريد. في منتصف نوفمبر، انضم بعض هؤلاء النشطاء إلى مؤتمر بديل، «فورست كوب»، بالقرب من وسط غابات الأمازون، في تيرا دو ميو.
حضر الحدث قادة وعلماء وأكاديميون من السكان الأصليين مثل إدواردو جويس نيفيس ونشطاء مثل ناديجدا تولكونيكوفا. بعد مؤتمر فورست كوب، انعقد حدث للمتابعة بعنوان «أمازون: مركز العالم» في 17 نوفمبر في ألتاميرا القريبة.

## التخطيط للحدث
في تشرين الثاني، أعلن تيريزا ريبيرا، وزير الانتقال البيئي الإسباني، إن المؤتمر سيعقد في مدريد.
قسمت الحكومة الإسبانية المؤتمر إلى منطقتين، زرقاء وخضراء. استضافت المنطقة الزرقاء جلسات للتفاوض بين أجنحة مؤتمر الأطراف. وشمل ذلك الدورة الخامسة عشرة لاجتماع الأطراف في بروتوكول كيوتو والدورة الثانية لاجتماع الأطراف في اتفاق باريس. استضافت المنطقة الزرقاء أيضًا أحداثًا وأنشطة يديرها ممثلو المنظمات غير الحكومية وأحداث جانبية نظمتها دول أخرى غير إسبانيا. وخُصصت المنطقة الخضراء لمبادرات المجتمع المدني التي تهدف إلى تعزيز المشاركة الاجتماعية. 
ثم قُسم الحدث إلى 3 مجالات فرعية موضوعية: الأحداث الشبابية، والشعوب الأصلية، والعلم والابتكار. كان الغرض من المنطقة الخضراء أن تكون جناحًا للحوار المفتوح لجميع أنواع الفاعلين المدنيين: المنظمات غير الحكومية والشركات والأوساط الأكاديمية والجهات الراعية. 

## المشاركون
قال هارجيت سينغ، من مجموعة أكشن إيد الدولية البيئية، إن نقل القمة من تشيلي إلى إسبانيا مع إشعار مدته أربعة أسابيع فقط يمثل «عائقًا حقيقيًا أمام المشاركة» للمندوبين من نصف الكرة الجنوبي. 
في آب 2019، أبحرت الناشطة الشابة في مجال تغير المناخ جريتا ثونبرغ ووالدها سفانتي من بليموث بإنجلترا عبر المحيط الأطلسي إلى أمريكا في مركب شراعية للمشاركة في قمة الأمم المتحدة للعمل المناخي في نيويورك شهر أيلول .
آنذاك لم يكن من الواضح لها كيف ستعود إلى أوروبا، لكنها كانت تخطط للذهاب إلى تشيلي لحضور المؤتمر. 
ومع انتقال المؤتمر إلى مدريد، أصبحت الحاجة إلى العودة إلى أوروبا أكثر إلحاحًا. عرضت تيريزا ريبيرا، وزيرة البيئة الإسبانية، مساعدتها على إيجاد طريقة للسفر لحضور المؤتمر. 
رايلي وايتلوم وزوجته، إلينا كاروسو، وهما أستراليان كانا يبحران حول العالم على متن طوفهما البالغ طوله 15 مترًا، اصطحبا ثونبرغ عبر المحيط الأطلسي. في 13 تشرين الثاني 2019، أبحرت ثونبرغ من هامبتون- فيرجينيا متجهةً إلى لشبونة في البرتغال. كانت رسالتها عند المغادرة هي ذاتها منذ أن بدأت نشاطها: «رسالتي للأمريكيين هي نفسها للجميع: الاتحاد وراء العلم والعمل على أساس العلم». 
قادت رئيسة مجلس النواب الأمريكي نانسي بيلوسي وفدًا من الكونجرس من 15 عضوًا إلى المحادثات، لإثبات استمرارها في دعم المفاوضات، رغم قرار إدارة ترامب بانسحاب الولايات المتحدة من اتفاقية باريس.  وشاركت الناشطة البيئية الأكوادورية هيلينا جوالينجا، وتحدثت عن قلقها بشأن سماح الحكومة الإكوادورية باستخراج النفط من أراضي السكان الأصليين، وقالت: «حكومة بلادنا ما زالت تمنح أراضينا للشركات المسؤولة عن تغير المناخ. ما نعده بجريمة بحقنا». وانتقدت الحكومة الإكوادورية لادعائها الاهتمام بحماية منطقة الأمازون خلال المؤتمر بدلًا من تلبية مطالب سكان الأمازون الأصليين التي قُدمت إلى الحكومة خلال احتجاجات الإكوادور عام 2019. وأعربت عن خيبة أملها إزاء عدم اهتمام قادة العالم بمناقشة الموضوعات التي تطرحها الشعوب الأصلية في المؤتمر.